# Перевозчиков Андрій Сергійович
Андрій Сергійович Перевозчиков (рос. Андрей Сергеевич Перевозчиков; 4 вересня 1982, м. Іжевськ, СРСР) — російський хокеїст, захисник. Виступає за «Супутник» (Нижній Тагіл) у Вищій хокейній лізі. 
Вихованець хокейної школи «Іжсталь» (Іжевськ). Виступав за «Іжсталь-2» (Іжевськ), «Іжсталь» (Іжевськ). 